# Poulet
Pour les articles homonymes, voir Poulet (homonymie).

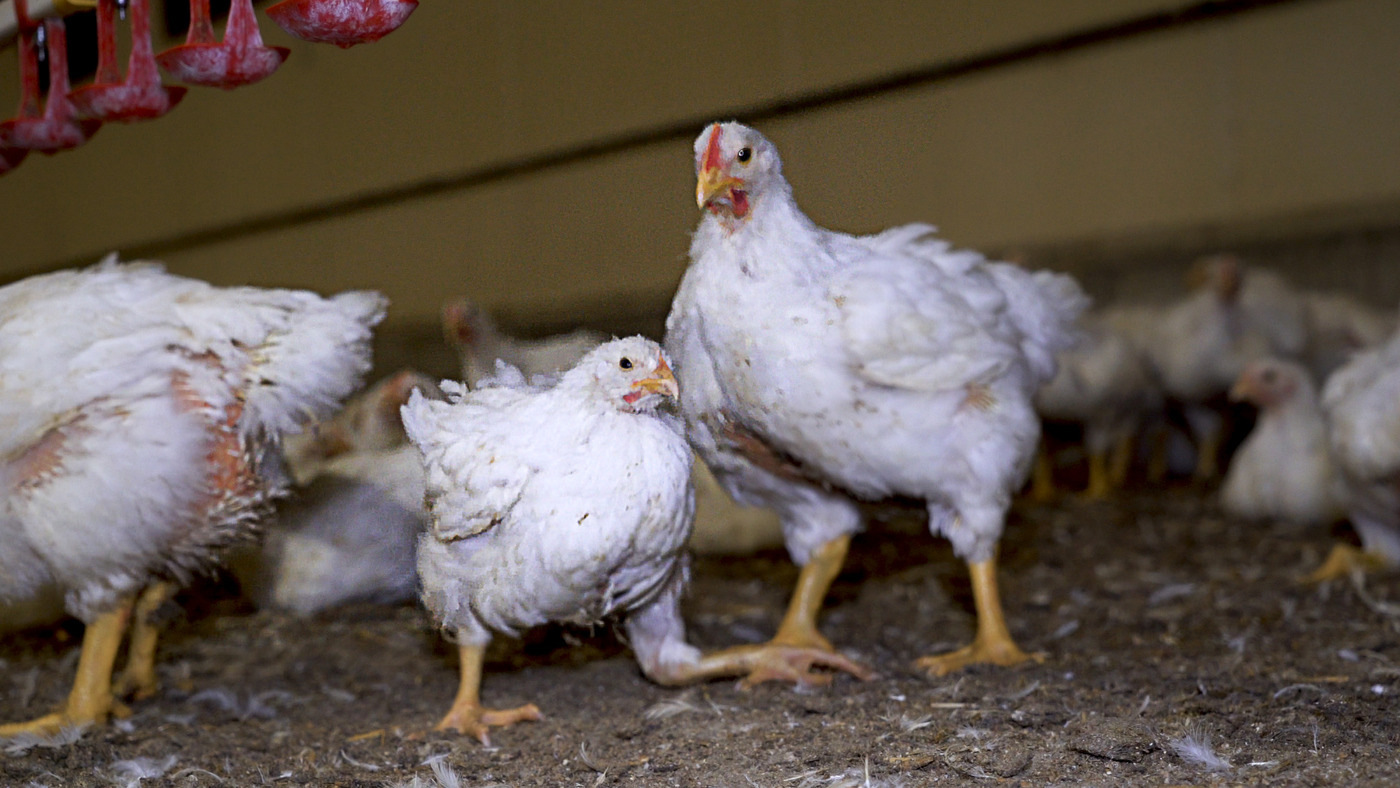
Poulet d'élevage en France (2018).

Un poulet est une jeune volaille, mâle ou femelle, de la sous-espèce Gallus gallus domesticus, élevée pour sa chair. S'il s'agit du même animal, les conditions de production des poulets de chair diffèrent de celles des poules pondeuses qui sont élevées pour leurs œufs. Par exemple, le rythme de croissance des poules pondeuses est bien moins important que celui des poulets de chair.
Les poulets sont les animaux terrestres les plus nombreux à être élevés pour leur consommation : en 2022, 76 milliards de poulets ont été élevés et abattus dans le monde. Les États-Unis, la Chine et le Brésil sont les principaux pays producteurs de cette viande.
La sélection des reproducteurs et le développement de nouveaux types d'alimentation permettent d'accélérer la croissance des oiseaux afin de produire beaucoup de muscles, ce qui n'est pas sans risque pour la santé des animaux.

## Définitions

### Animal
Un poulet mâle est un coquelet, un poulet femelle est une poulette. Un jeune coq châtré pour que sa chair soit plus tendre est un chapon, une poulette à qui on a donné une nourriture riche pour retarder la ponte pour le même motif est une poularde.

### Morceaux

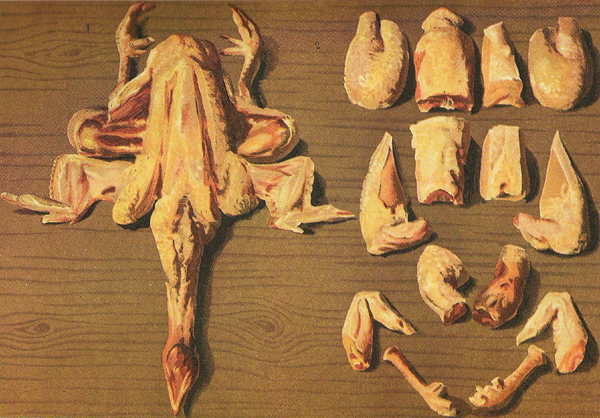
La découpe du poulet, tirée du Livre de cuisine de Jules Gouffé (1867).

Les parties suivantes sont distinguées dans la découpe du poulet :
- les filets ou « blancs », dits aussi « poitrines » au Québec, masse pectorale de part et d'autre du bréchet ; ces parties ont parfois tendance à se dessécher lors des cuissons rôties ;
- les aiguillettes ;
- les sot-l'y-laisse ;
- les ailes en deux parties (humerus et radius);
- les cuisses : les hauts de cuisse et les pilons (entre cuisses et pattes) ;
- Le croupion ;
- le coffre composé du bateau (bréchet) et de l'épine dorsale.
- les abats de poulet : le gésier, le foie, le cœur, les reins, les pattes, le cou, la tête.

## Évolution génétique

Élevage de poulets en Finlande en 1962.

Au fil des siècles, les humains ont sélectionné les poulets pour leurs caractéristiques (poids, taille, vitesse de croissance, etc). La taille moyenne d'un poulet a doublé entre la fin du Moyen Âge et l'époque contemporaine, et son poids a été multiplié par cinq depuis le milieu du XXe siècle.

## Cuisine

### Préparation et cuisson
Le poulet se cuisine de multiples façons :
- le poulet rôti, qui peut se préparer dans un plat au four ou à la broche, sur une rôtissoire ; le poulet peut être farci avec une préparation aromatique ;
- diverses préparations en sauce ;
- le poulet frit, typique, entre autres, du sud des États-Unis ;
- le poulet chasseur ;
- le poulet Marengo, préparé avec du vin, de la farine et de l'eau ; ainsi nommé en référence à une recette préparée par le cuisinier de Napoléon Bonaparte, au lendemain de la Bataille de Marengo.

### Nutrition
La viande de poulet contient, en pourcentage de masse, deux à trois fois plus de graisses polyinsaturées que la plupart des viandes rouges.
La viande de poulet contient en général peu de graisses (excepté la viande de chapon). La graisse est essentiellement concentrée dans la peau du poulet. Une portion de 100 g de poulet cuit contient :
- 4 g de gras et 31 g de protéines pour du blanc de poulet[4] ;
- 8 g de gras et 27 g de protéines pour de la cuisse de poulet sans la peau[5] ;
- 14 g de gras et 26 g de protéines pour de la cuisse de poulet avec la peau[6].

En comparaison, une même portion de bifteck de bœuf contient 10 g de gras et 27 g de protéines.

## Élevage et production

### Production de poulet dans le monde
|    | Pays       | Production (en t) |
| -- | ---------- | ----------------- |
| 1  | États-Unis | 19 599 212        |
| 2  | Chine      | 14 998 714        |
| 3  | Brésil     | 14 524 000        |
| 4  | Russie     | 5 308 201         |
| 5  | Inde       | 4 906 817         |
| 7  | Indonésie  | 4 040 989         |
| 6  | Mexique    | 3 781 735         |
| 8  | Égypte     | 2 523 466         |
| 9  | Turquie    | 2 417 995         |
| 10 | Japon      | 2 371 643         |

Production de viande (en millions de tonnes de viande) dans le monde par type entre 2000 et 2021.

Les poulets sont de tous les animaux terrestres les plus nombreux à être élevés pour la consommation alimentaire. En 2022, ont été élevés et abattus 76 milliards de poulets dans le monde. Il est estimé en 2019 que 22,7 milliards de poulets vivent à tout moment sur Terre, soit 40 fois plus que le nombre de moineaux. La chercheuse Carys Bennett indique que « la masse totale des poulets domestiques est trois fois supérieure à celle de toutes les espèces d'oiseaux sauvages réunies ».

### Élevage
Plusieurs types d'élevage de poulet existe, parmi lesquelles, l'élevage standard, aussi appelé « élevage intensif ». Certaines sources affirment que 98 % des poulets à l’échelle mondiale sont élevés ainsi. Cependant, il est complexe d'avoir des statistiques précises sur ce sujet à l'échelle mondiale.

#### Élevage standard
Dans ce type d'élevage, les oiseaux sont détenus selon une densité variable, entre 17 et 22 poulets par m2 en moyenne dans des bâtiments fermés,. Contrairement à certains élevages de poules pondeuses, en France, les poulets de chair ne sont pas élevés en cage.
Certaines associations dénoncent ce type d'élevage, principalement en raison de la grande promiscuité entre les animaux et de la souffrance animale qui résulterait de ces conditions d'élevage.
Les poulets d'élevage intensifs sont issus de souches à croissance rapide, souches sélectionnées génétiquement pour donner des individus qui grandissent et grossissent rapidement. Cette croissance est de plus en plus rapide au fil des siècles puisque les oiseaux atteignent en 2014 leur poids d’abattage en 35 jours, soit 4 fois plus rapidement qu’en 1950. Cette croissance rapide est susceptible d'entraîner des problèmes locomoteurs et respiratoires chez les oiseaux.

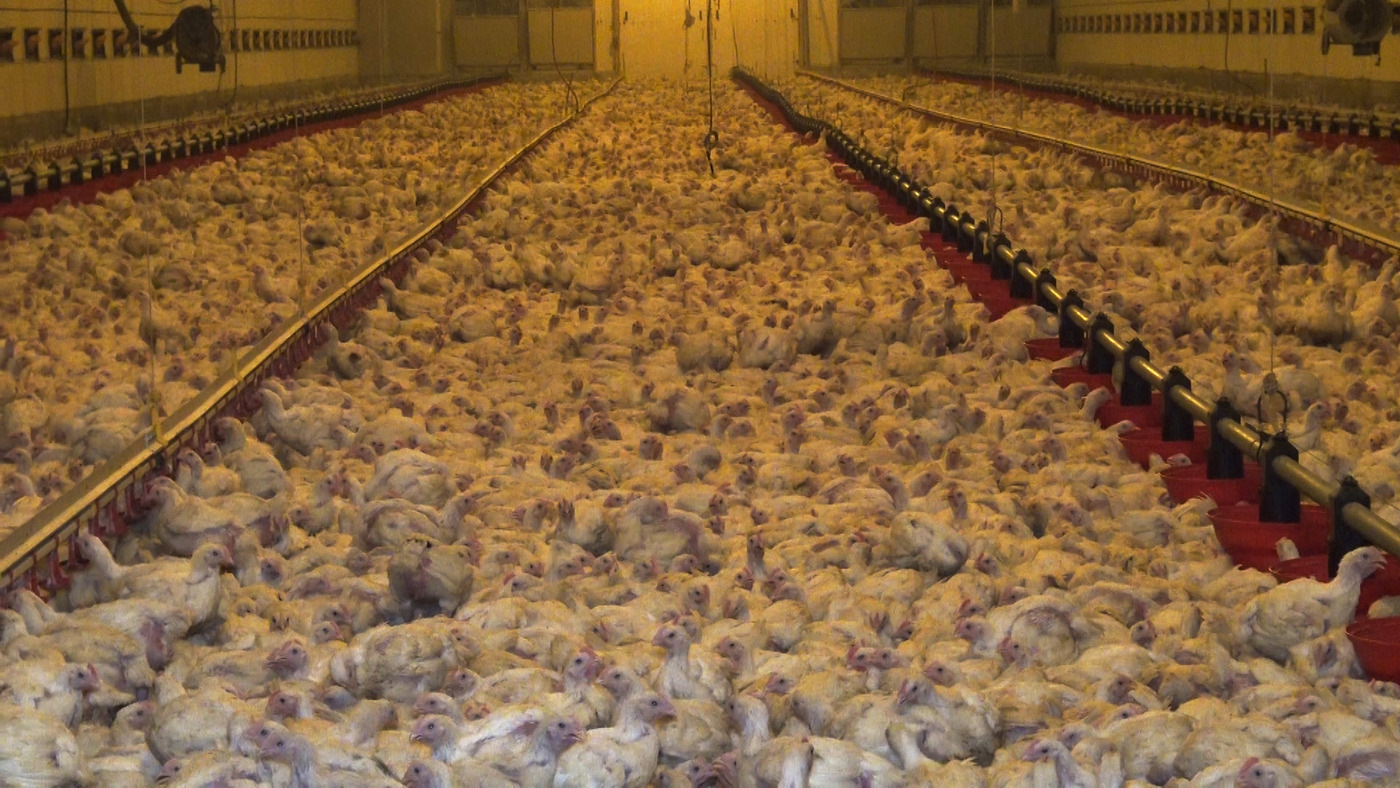
Poulets dans un élevage intensif français (2017)
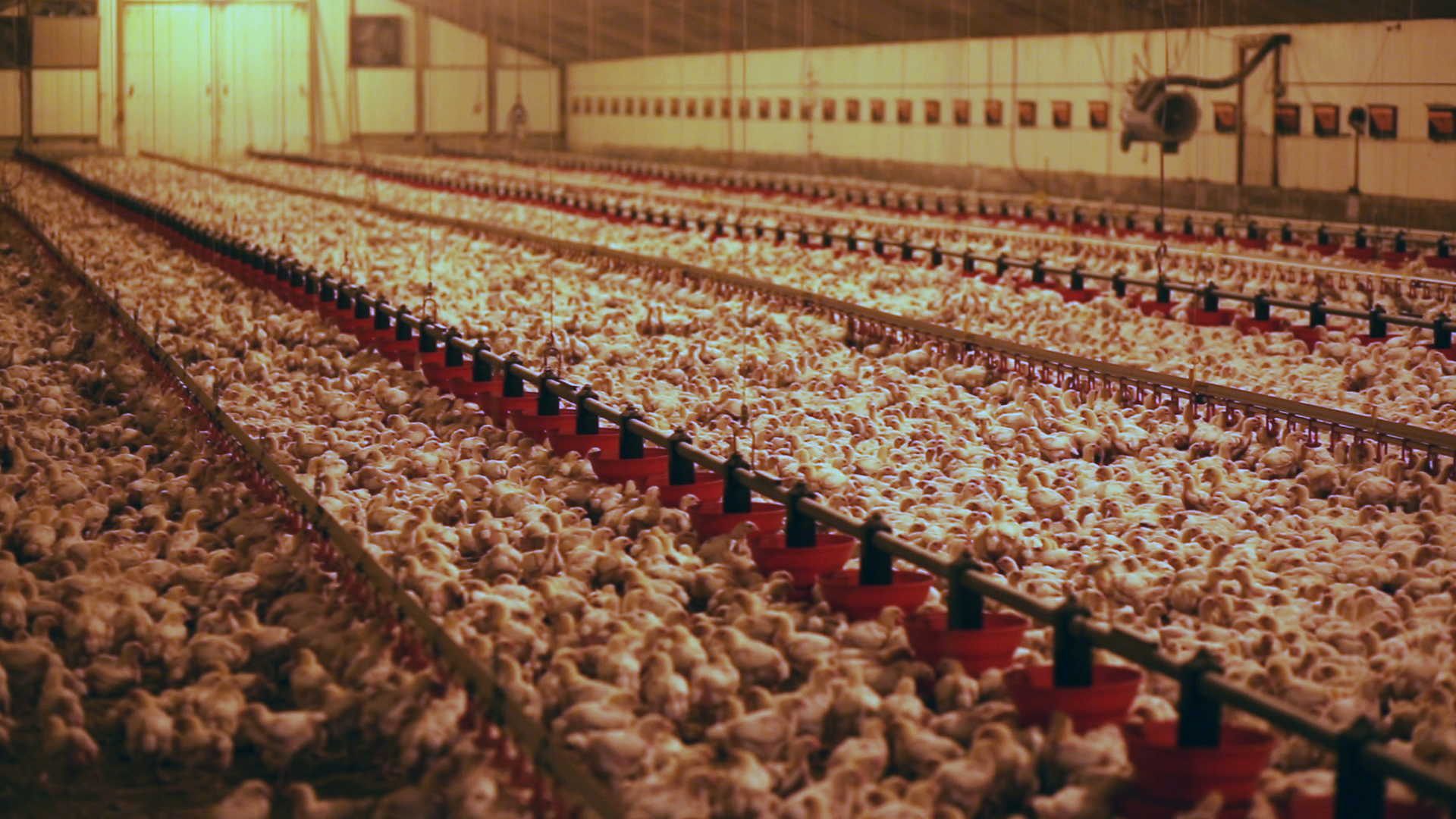
Élevage de poulets standard en France en 2017.
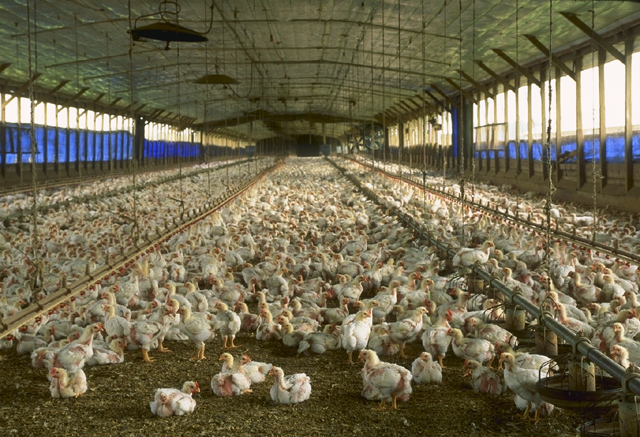
Élevage industriel de poulets de chair en Floride, aux États-Unis.

3 à 5 % des poulets meurent en élevage du fait de ces conditions de production. Afin de limiter le taux de mortalité et d'augmenter la productivité des oiseaux, des antibiotiques sont souvent distribués dans la nourriture des poulets.
L'élevage des poulets est réglementé au niveau européen par la directive européenne de protection des poulets de chair. Entré en vigueur en 2010, ce texte est régulièrement décrié par les associations de protection animale comme insuffisamment protecteur pour assurer aux animaux des conditions d'élevage sans souffrances.

#### Autres types d'élevage

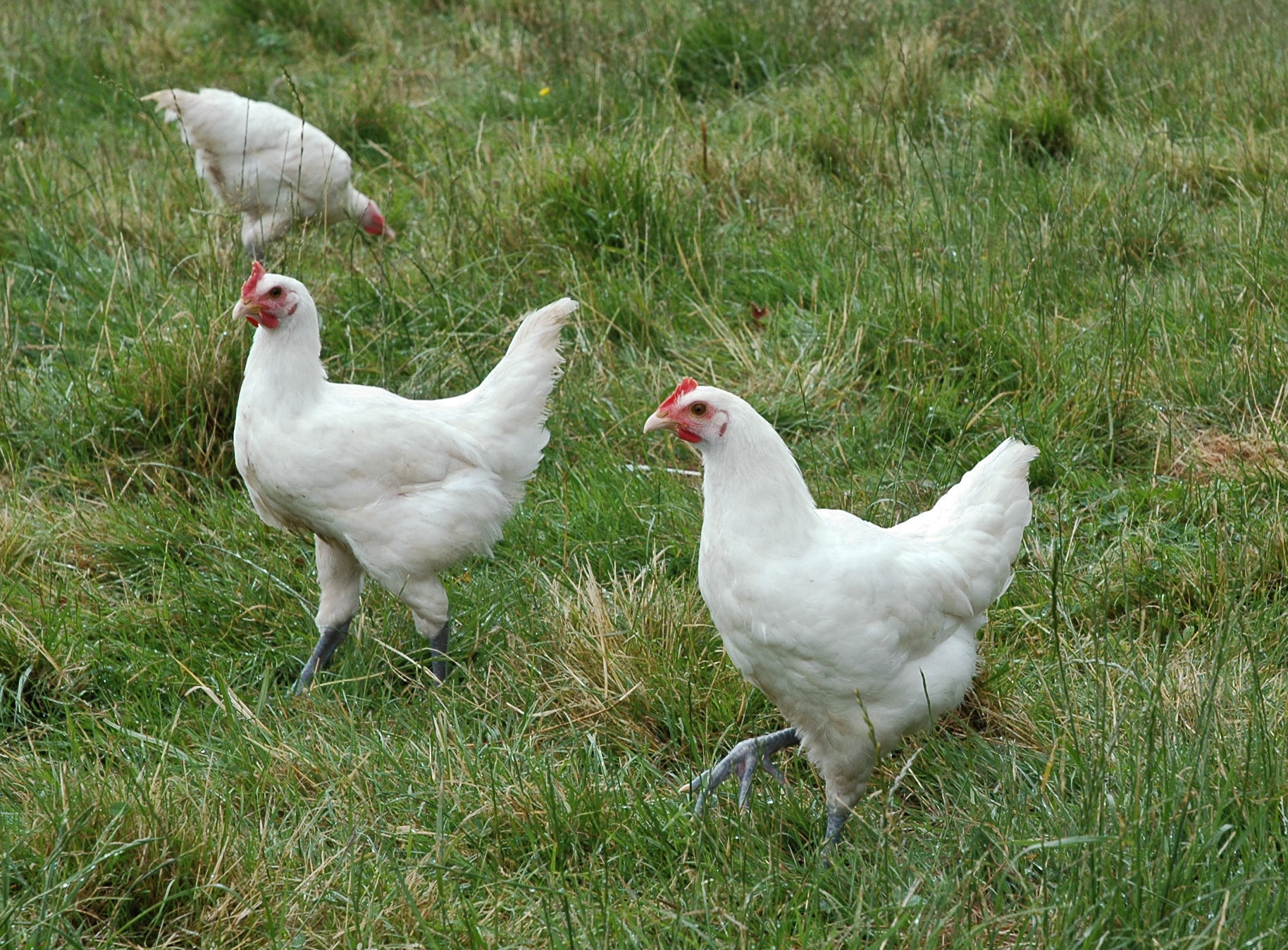
Gauloises blanches qui seront transformées en poulets de Bresse (2011).

En 2020, en France, la répartition de la production de poulets de chair selon leur type d'élevage est : 

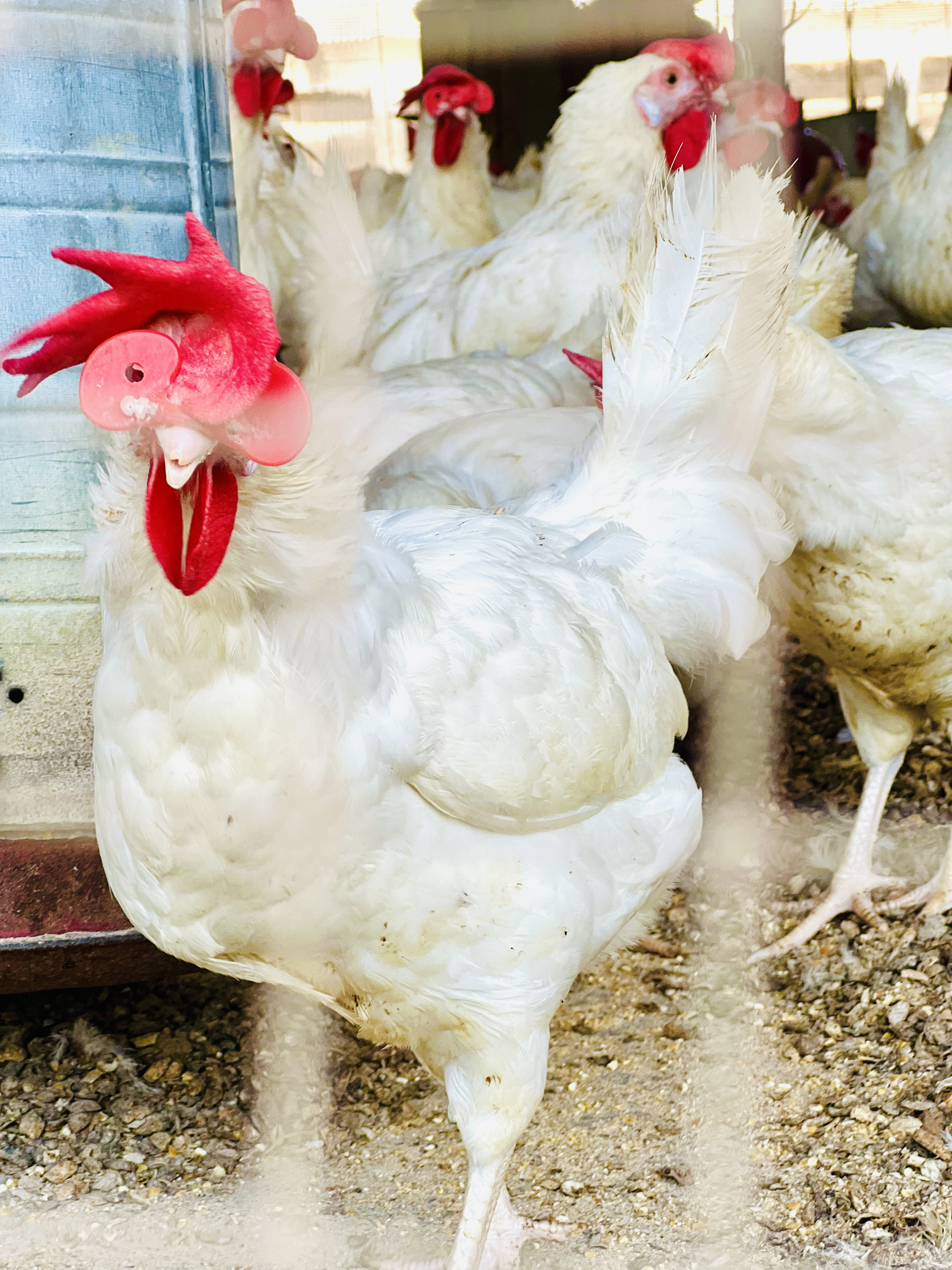
Elevage de poule au Sénégal (2025).

- 64 % de poulets élevés dans un système standard ;
- 8 % élevés en système Certifié ;
- 15 % élevés en Label Rouge ;
- 2 % élevés bio ;
- 3 % élevés selon d'autres modes d'élevage ;
- 8 % sont exportés.

Cependant, la proportion des types d'élevage change au fil des années.
Dans les élevages Label Rouge et bio, les poulets ont accès à un parcours extérieur une partie de leur vie. Les animaux sont issus de souches à croissance médium ou lente. Ils sont envoyés à l'abattoir à l'âge de 81 jours en moyenne.
À noter qu'après une période d'engraissement à l'extérieur, les oiseaux élevés sous le cahier des charges poulets de Bresse sont « finis » en épinettes, c'est-à-dire qu'ils sont enfermés dans des cages individuelles et nourris aux céréales pendant 10 jours minimum avant de partir à l'abattoir.

### Ramassage et transport
Afin d'être amenés à l'abattoir, les poulets sont ramassés à la main ou à la machine, le plus souvent par des sociétés spécialisées. Cette étape est souvent une source de stress et de souffrance importante pour les animaux déjà fragilisés par leurs conditions d'élevage et la sélection génétique.
Le temps de transport des animaux est réglementé par le règlement Européen CE 1/2005 qui autorise les trajets de 12 heures consécutives sans accès à l'eau (et ne limite pas la durée de transport si les oiseaux ont de l'eau et de la nourriture dans les caisses). Le cahier des charges Label rouge est l'un des rares à imposer une durée maximum de transport de deux heures entre l'élevage et l'abattoir.

### Abattage

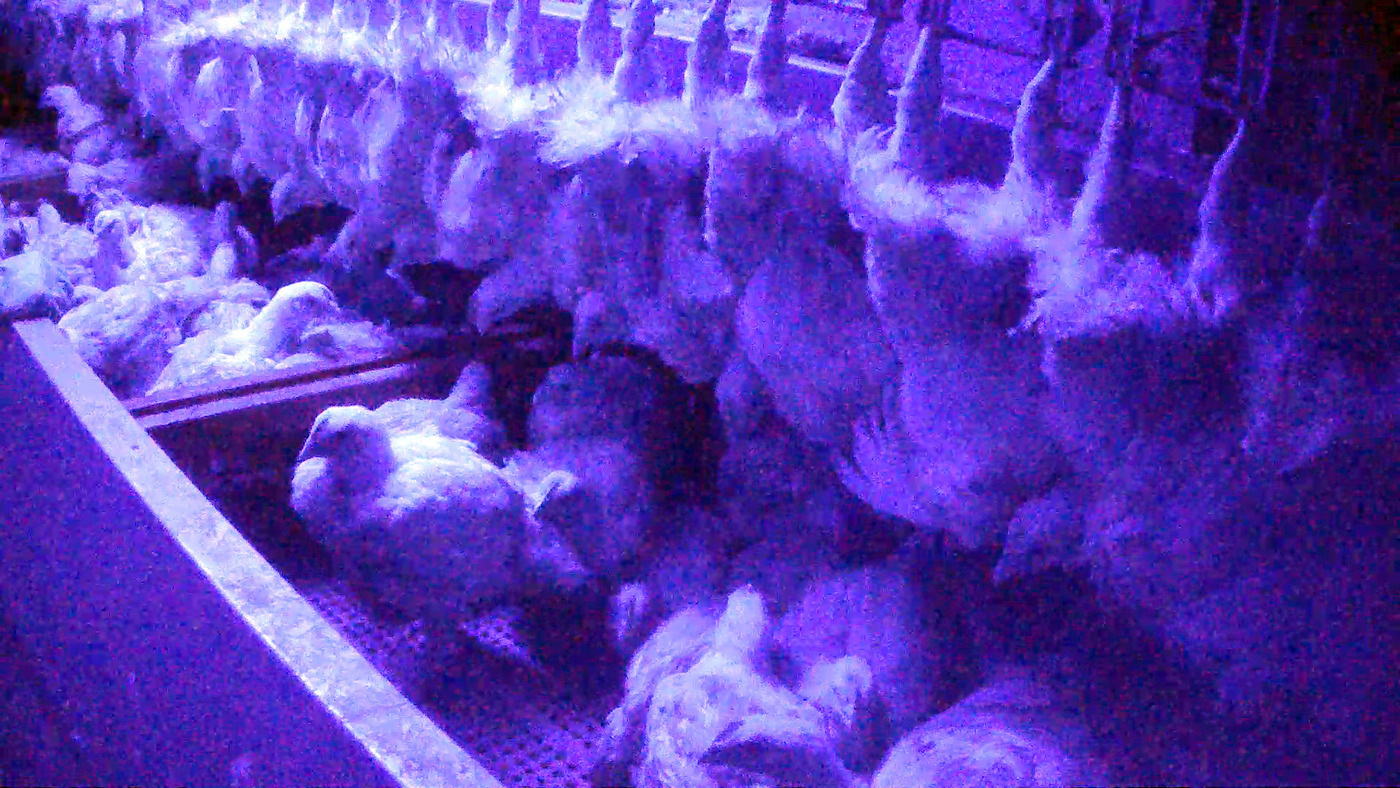
Abattoir de poulets (Vendée) (2017).

La méthode d'abattage la plus répandue en France est l'électronarcose. Les oiseaux sont sortis des caisses de transport et accrochés conscients par les pattes sur un rail métallique. La tête à l'envers, ils sont alors plongés dans un bain d'eau électrifié, étape visant à les rendre inconscients avant la saignée.
L'Autorité européenne de sécurité des aliments (EFSA) déconseille fortement cette méthode d'abattage du fait des souffrances importantes qu'elles occasionne pour les poulets. L'INRA avait déjà pointé du doigt en 2009 les souffrances liées à cette méthode (fractures, luxations, hémorragies) qui demeure pourtant majoritaire en France.

## Statistiques de consommation

### En France

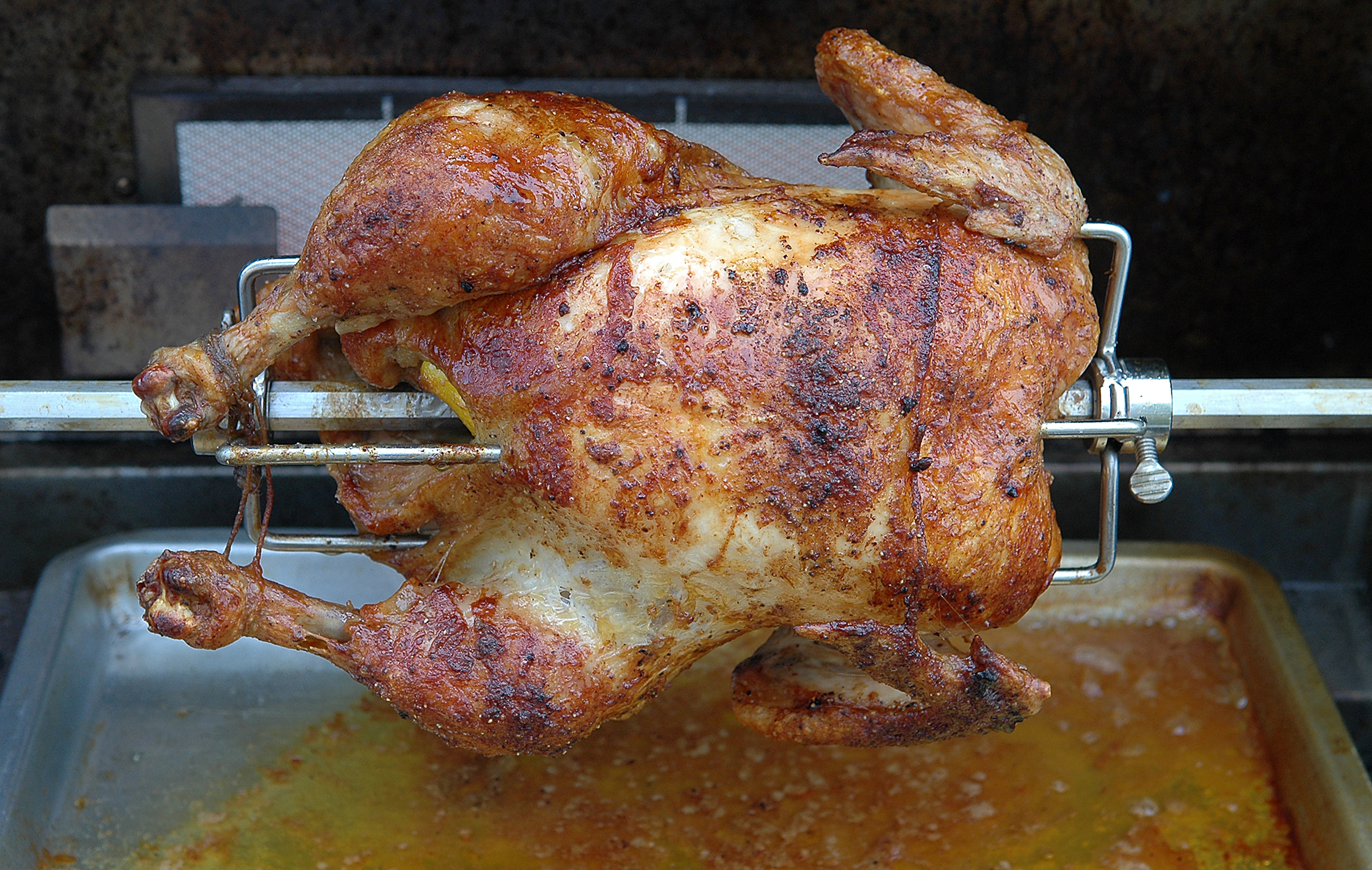
Poulet rôti dans une rôtissoire.

La consommation de poulet a augmenté de près de 40 % entre 2005 et 2015, pour atteindre 18,8 kg par an et par habitant en 2017. Cette évolution doit beaucoup au développement des fast-foods, des sandwicheries et autre restauration collective. La part de consommation de poulet à domicile n'est plus que de 65 % en 2023 contre 92 % en 2005. 
Il s'agit d'une des rares consommations de viande qui ne diminue pas.

### Autres pays

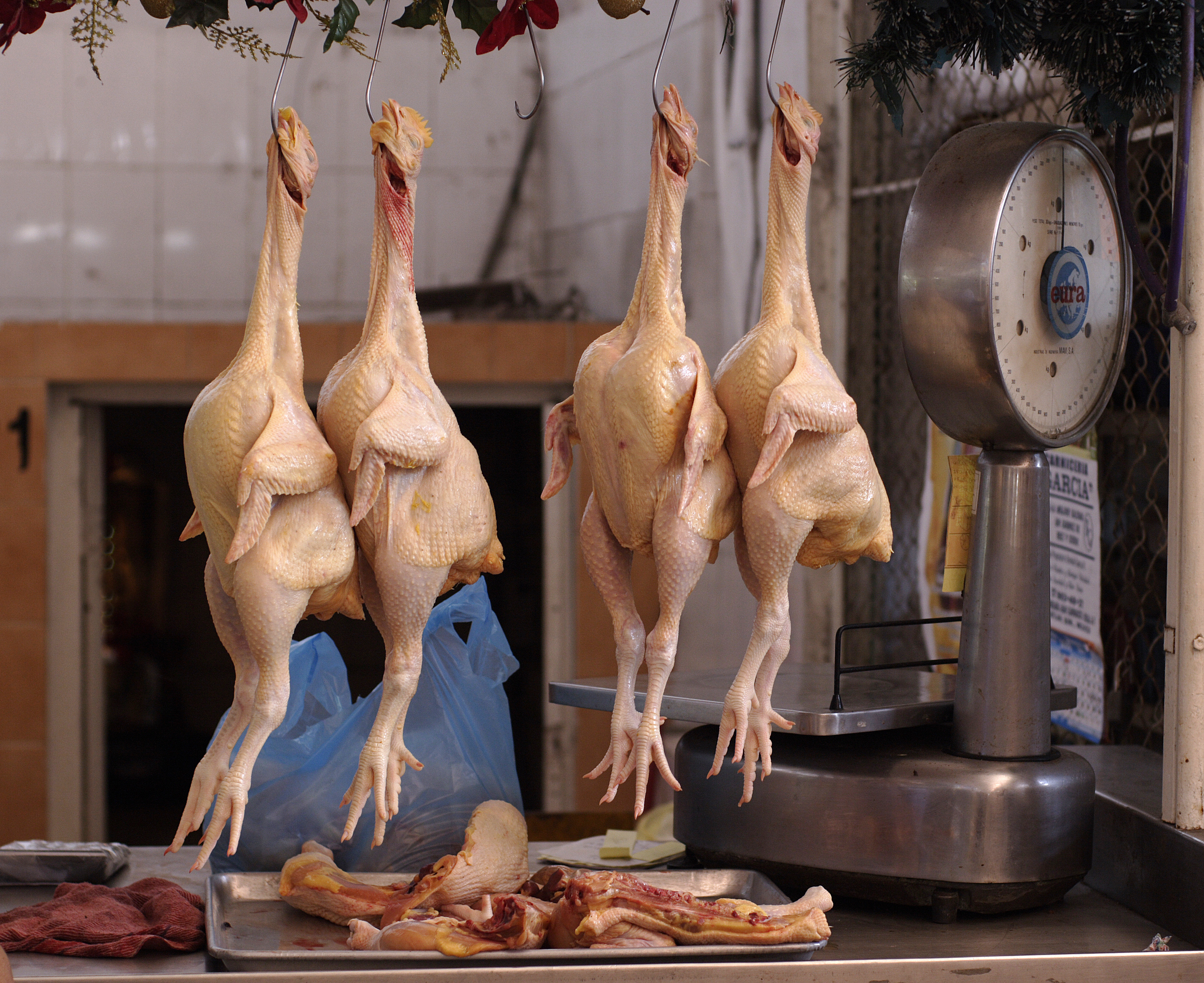
Poulets en vente au marché, Mazatlán, Mexique.
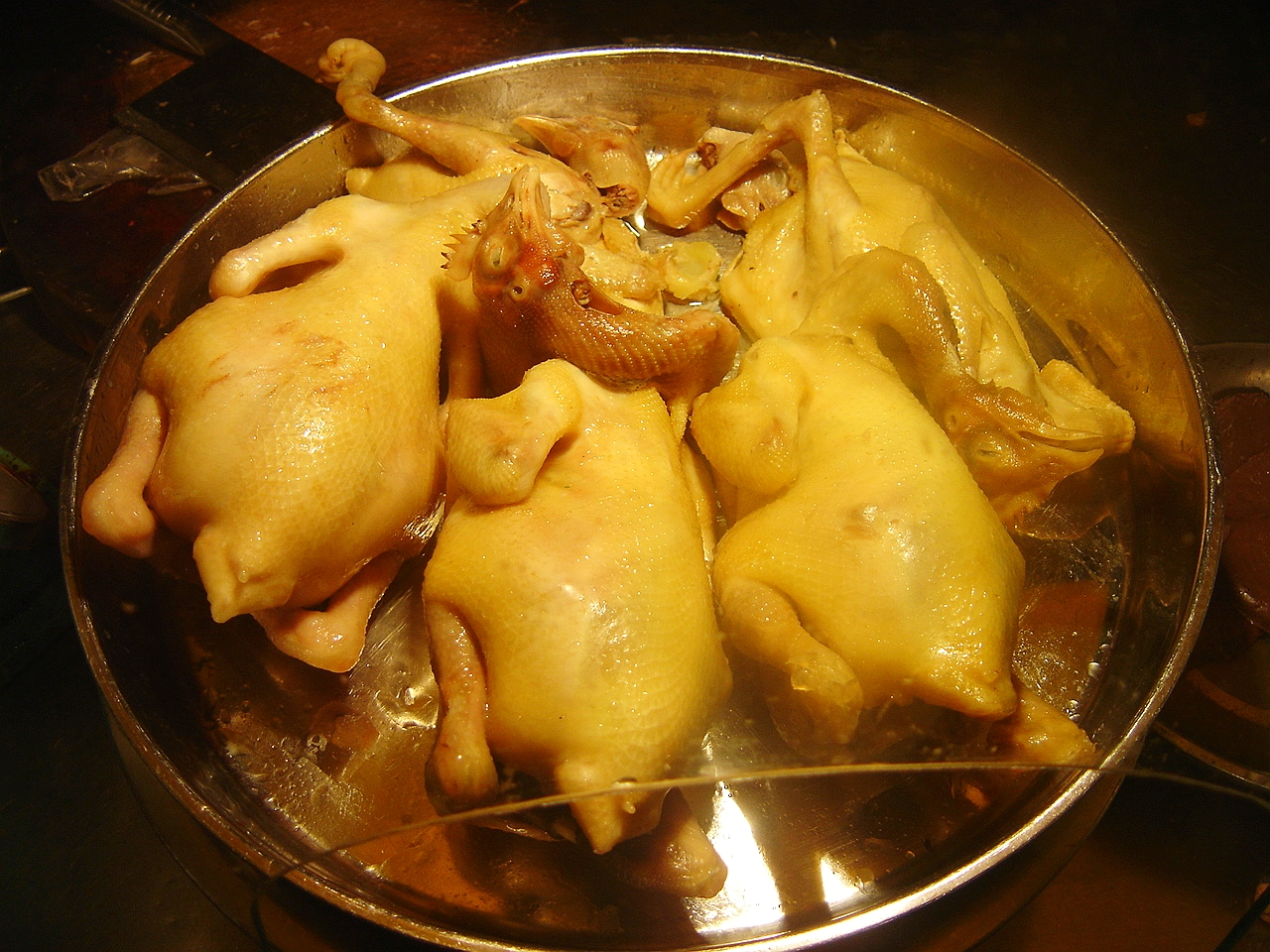
Cuisson de poulets Wenchang de la province de Hainan, en Chine.

## Autres
L'élevage intensif de poulets a des impacts sur la santé humaine. Ainsi, la présence importante d'antibiotiques en élevage standard de poulets est accusée de favoriser le phénomène d'antibiorésistance. L'impact environnemental est également important : pour produire 1 kg de poulet, 6 000 litres d'eau sont nécessaires.
Selon certains chercheurs, les caractéristiques morphologiques et physiologiques des poulets modernes ont à ce point changé en 60 ans et leur présence sur Terre est devenue à ce point massive qu'on pourrait prendre cette base pour caractériser l'Anthropocène,. Bertrand Bed'hom, spécialiste de la génétique du poulet et chercheur à l'Institut National de Recherche Agronomique, estime quant à lui que le plastique, la pollution ou le réchauffement climatique sont de meilleurs marqueurs.